# منتخب تركيا تحت 20 سنة لكرة القدم
منتخب تركيا تحت 20 سنة لكرة القدم (بالتركية: Türkiye 20 yaş altı millî futbol takımı)‏ هو ممثل تركيا الرسمي في المنافسات الدولية في كرة القدم في فئة كرة قدم تحت 20 سنة للرجال، يديريه اتحاد تركيا لكرة القدم.